# Copa Colsanitas 2000
Copa Colsanitas 2000 — жіночий тенісний турнір, що проходив на відкритих кортах з ґрунтовим покриттям Club Campestre El Rancho у Боготі (Колумбія). Належав до турнірів 4-ї категорії в рамках Туру WTA 2000. Відбувсь утретє і тривав з 7 до 13 лютого 2000 року. Несіяна Патріція Вартуш здобула титул в одиночному розряді й отримала 22 тис. доларів США.

## Фінальна частина

### Одиночний розряд
Патріція Вартуш —  Татьяна Гарбін 4–6, 6–1, 6–4
- Для Вартуш це був 1-й титул в одиночному розряді за сезон і 2-й - за кар'єру.

### Парний розряд
Лаура Монтальво /  Паола Суарес —  Ріта Куті-Кіш /  Петра Мандула 6–4, 6–2